# 1re étape du Tour d'Italie 1998
Pour un article plus général, voir Tour d'Italie 1998.
La 1re étape du Tour d'Italie 1998 a lieu le 17 mai en Nice, en France, et Cuneo. Elle est remportée par Mariano Piccoli.

## Récit
Trois coureurs composent une échappée matinale qui est reprise peu avant l'arrivée : Paolo Bettini, Mirko Gualdi et Marzio Bruseghin.

Le grimpeur italien Mariano Piccoli place un démarrage à 500 m de la ligne et parvient à résister au retour du peloton. Michele Bartoli, 2e, grappille 8 secondes de bonifications et remonte à la 4e place au général.

## Classement de l'étape
| \| 1. \| Mariano Piccoli \| \| Brescialat \| en \| \| \| 2. \| Michele Bartoli \| \| Asics \| + \| 0 s \| \| 3. \| Fabrizio Guidi \| \| Saeco \| \| m.t. \| |                 |  |            |    |      |
| 1. | Mariano Piccoli |  | Brescialat | en |      |
| 2. | Michele Bartoli |  | Asics      | +  | 0 s  |
| 3. | Fabrizio Guidi  |  | Saeco      |    | m.t. |

## Classement général
| \| 1. \| Alex Zülle \| \| Festina \| en \| \| \| 2. \| Serhiy Honchar \| \| Cantina Tollo \| + \| 2 s \| \| 3. \| Artūras Kasputis \| \| Casino \| \| 10 s \| \| 4. \| Michele Bartoli \| \| Asics \| \| 12 s \| |                  |  |               |    |      |
| 1. | Alex Zülle       |  | Festina       | en |      |
| 2. | Serhiy Honchar   |  | Cantina Tollo | +  | 2 s  |
| 3. | Artūras Kasputis |  | Casino        |    | 10 s |
| 4. | Michele Bartoli  |  | Asics         |    | 12 s |